# Sileuh-Leuh Parsaoran
Sileuh-Leuh Parsaoran is een bestuurslaag in het regentschap Dairi van de provincie Noord-Sumatra, Indonesië. Sileuh-Leuh Parsaoran telt 1610 inwoners (volkstelling 2010).